# Lumi i Gjanicës
Lumi i Gjanicës är ett vattendrag i Albanien. Det ligger i den centrala delen av landet, 70 km söder om huvudstaden Tirana.
Trakten runt Lumi i Gjanicës består till största delen av jordbruksmark.  Runt Lumi i Gjanicës är det ganska tätbefolkat, med 199 invånare per kvadratkilometer.